# CAC/PAC JF-17 Thunder
1. Preusmjeri Nacrt:CAC/PAC JF-17 Thunder